# ゲルムクヌーデル

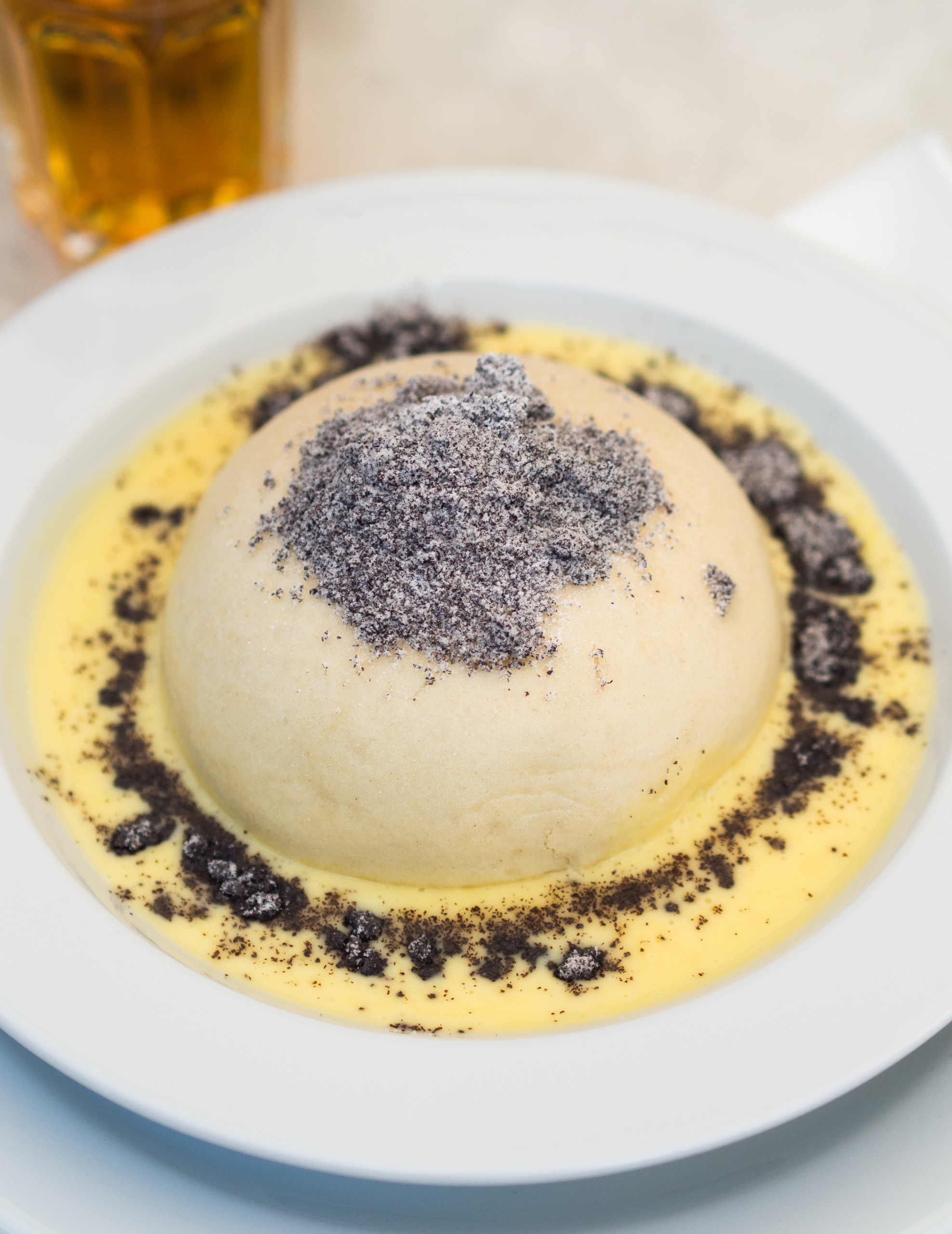
ゲルムクヌーデルの例

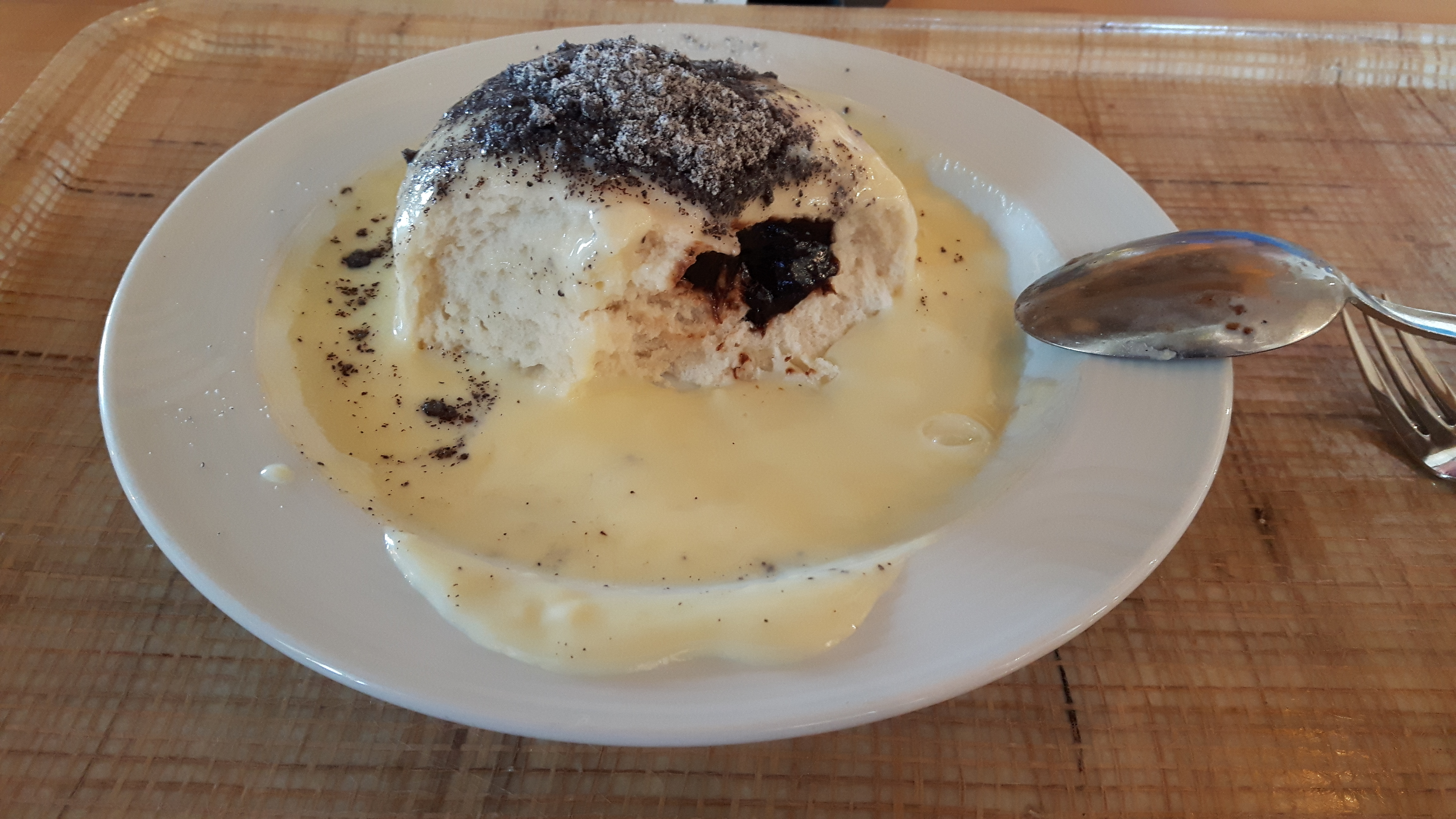
ゲルムクヌーデルの内部

ゲルムクヌーデル（ドイツ語: Germknödel）はオーストリアの伝統的なデザート。
名称は「イースト菌で発酵させた団子」の意である。イースト菌で生地を膨らませて蒸した団子の中に甘く煮たコンポート、ジャム、ソースを入れる。通常は、甘いソースやポピーシードを入れた粉砂糖をかけて食する。
ドイツのダンプフヌーデルにも似るが、ダンプフヌーデルは底に焼き色を付けるのが特徴となっている。